# Čtvrtdolar 50 amerických států
Programem 50 State Quarters byla mincovnou Spojených států vydána série oběžných pamětních mincí. V letech 1999 až 2008 byly představeny všechny z 50 států USA s unikátními vzory na rubu čtvrtdolarové mince.
Program 50 State Quarters byl zahájen jako podpora nové generace sběratelů mincí, a stal se nejúspěšnějším numismatickým programem v historii, kdy zhruba polovina populace spojených států sbírala tyto mince buď náhodně nebo s vážným zájmem. Americká federální vláda tak vytvořila dodatečný zisk 3 miliardy dolarů od sběratelů vyjmutím mincí z oběhu.

## State Quarters Program

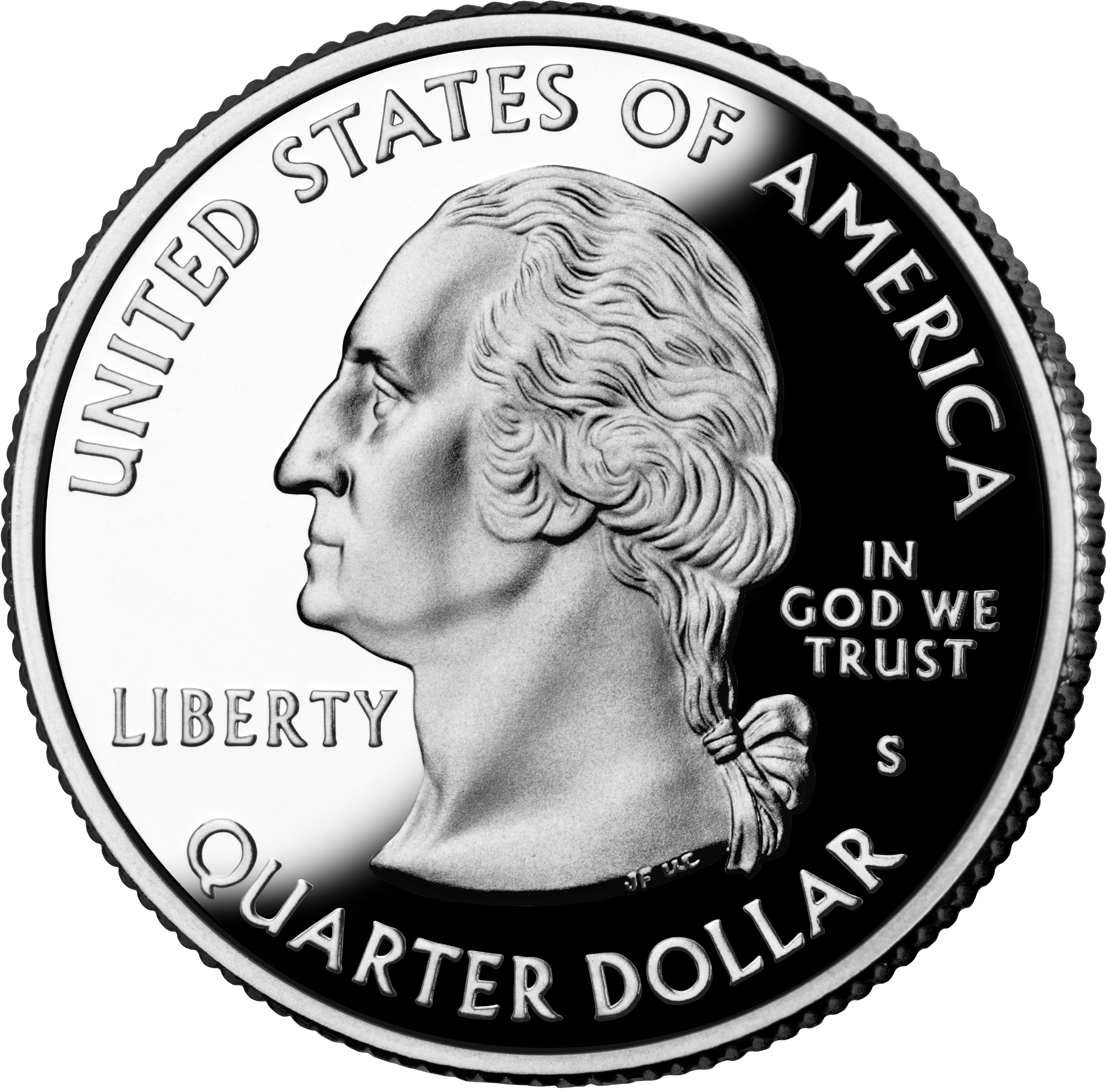
Líc pamětních "čtvrťáků" kvality proof.

Padesát státních čtvrťáků bylo vydáváno mincovnou Spojených států vždy pro pět států každý rok. Byly vydávány v tom samém pořadí, jak jednotlivé státy ratifikovaly Ústavu Spojených států. Každý z padesáti pamětních čtvrťáků má na lícní straně portrét prvního presidenta George Washingtona a na rubu mince je zobrazení jedinečné historie každého státu, jeho tradic a symbolů. Zamítnuto bylo zobrazování určitých elementů jako státních vlajek, žijících osob a portréty (hlava a poprsí) osob zemřelých.
V roce 2009 začala mincovna Spojených států vydávat sérii District of Columbia and United States Territories Quarters, kde jsou představeny District of Columbia, Portoriko, Americká Samoa, Guam, Americké Panenské ostrovy a Mariany.

## Vzory
| Rok  | Číslo | Stát             | Datum vydání (datum přístupu k Unii)  | Náklad        | Vzor mince             | Zobrazený motiv | Rytec              |
| ---- | ----- | ---------------- | ------------------------------------- | ------------- | ---------------------- | --- | ------------------ |
| 1999 | 1     | Delaware         | 1. ledna 1999 (7. prosince 1787)      | 774.824.000   | Delaware quarter       | Caesar Rodney na koni popis: "The First State", "Caesar Rodney" – První stát, Caesar Rodney | William Cousins    |
| 1999 | 2     | Pensylvánie      | 8. března 1999 (12. prosince 1787)    | 707.332.000   | Pennsylvania quarter   | Socha společenství, obrys státu, základní kámen, popis: "Virtue, Liberty, Independence" – Ctnost, svoboda, nezávislost | John Mercanti      |
| 1999 | 3     | New Jersey       | 17. května 1999 (18. prosince 1787)   | 662.228.000   | New Jersey quarter     | Washington přecházející řeku Delaware, George Washington (stojící) a James Monroe (držící vlajku) popis: "Crossroads of the Revolution" – Křižovatky revoluce                                                                | Alfred Maletsky    |
| 1999 | 4     | Georgie          | 19. července 1999 (2. ledna 1788)     | 939.932.000   | Georgia quarter        | Broskev, dub viržinský (státní strom), obrys státu popis: Stuha s textem: "Wisdom, Justice, Moderation" – Moudrost, spravedlnost, umírněnost (státní motto)                                                                  | T. James Ferrell   |
| 1999 | 5     | Connecticut      | 12. října 1999 (9. ledna 1788)        | 1.346.624.000 | Connecticut quarter    | Dub smlouvy popis: "The Charter Oak" – Dub smlouvy | T. James Ferrell   |
| 2000 | 6     | Massachusetts    | 3. ledna 2000 (6. února 1788)         | 1.163.784.000 | Massachusetts quarter  | Socha dobrovolníka - Minutemana popis: "The Bay State" – Stát v zálivu | Thomas D. Rodgers  |
| 2000 | 7     | Maryland         | 13. března 2000 (28. dubna 1788)      | 1.234.732.000 | Maryland quarter       | Kopule marylandského státního domu, ratolesti bílého dubu (státní strom) popis: "The Old Line State" – Stát staré hranice | Thomas D. Rodgers  |
| 2000 | 8     | Jižní Karolína   | 22. května 2000 (23. května 1788)     | 1.308.784.000 | South Carolina quarter | Karolinský střízlík (státní pták), žlutý jasmín (státní rostlina), Sabal palmetto palma (státní strom), obrys státu popis: "The Palmetto State" – Palmový stát                                                               | Thomas D. Rodgers  |
| 2000 | 9     | New Hampshire    | 7. srpna 2000 (21. června 1788)       | 1.169.016.000 | New Hampshire quarter  | Old Man of the Mountain, devět hvězd popis: "Old Man of the Mountain" – hora starý muž, "Live free or die" – Svobodně žít nebo zemřít                                                                                        | William Cousins    |
| 2000 | 10    | Virginie         | 16. října 2000 (25. června, 1788)     | 1.594.616.000 | Virginia quarter       | Lodě Susan Constant, Godspeed, Discovery popis: "Jamestown, 1607–2007", "Quadricentennial" | Edgar Z. Steever   |
| 2001 | 11    | New York         | 2. ledna 2001 (26. července 1788)     | 1.275.040.000 | New York quarter       | Socha svobody, 11 hvězd, obrys státu s řekou Hudson a vyznačeným Erijským kanálem popis: "Gateway to Freedom" – Brána do svobody                                                                                             | Alfred Maletsky    |
| 2001 | 12    | Severní Karolína | 12. března 2001 (12. listopadu 1789)  | 1.055.476.000 | North Carolina quarter | Bratři Wrightové popis: "First Flight" – První let | John Mercanti      |
| 2001 | 13    | Rhode Island     | 21. května 2001 (29. května 1790)     | 870.100.000   | Rhode Island quarter   | Jachtařský závod o Pohár Ameriky v zálivu Narragansett, Pell Bridge popisCaption: "The Ocean State" – Oceánský stát. | Thomas D. Rodgers  |
| 2001 | 14    | Vermont          | 6. srpna 2001 (4. březen 1791)        | 882.804.000   | Vermont quarter        | Sběr javorového sirupu v horách Camel's Hump popis: "Freedom and Unity" – Svoboda a jednota. | T. James Ferrell   |
| 2001 | 15    | Kentucky         | 15. října 2001 (1. června 1792)       | 723.564.000   | Kentucky quarter       | Anglický plnokrevník v ohradě, Bardstown mansion, Federal Hill popis: "My Old Kentucky Home" – Můj starý domov v Kentucky.                                                                                                   | T. James Ferrell   |
| 2002 | 16    | Tennessee        | 2. ledna 2002 (1. června 1796)        | 648.068.000   | Tennessee quarter      | Housle, trumpeta, kytara, notový zápis, tři hvězdy>Stuha s nápisem: "Musical Heritage" – Hudební dědictví | Donna Weaver       |
| 2002 | 17    | Ohio             | 18. března 2002 (1. března 1803)      | 632.032.000   | Ohio quarter           | Wright Flyer (postavený bratry Wrightovými, kteří se narodili v Daytonu, Ohio); astronaut (Neil Armstrong rodák z Wapakoneta v Ohiu); obrys státu popis: "Birthplace of Aviation Pioneers" – Rodiště aviatických průkopníkú. | Donna Weaver       |
| 2002 | 18    | Louisiana        | 30. května 2002 (30. dubna, 1812)     | 764.204.000   | Louisiana quarter      | Pelikán hnědý (státní pták); trumpeta s notovým zápisem, obrys zakoupeného území od Francie na mapě Spojených států popis: "Louisiana Purchase" – Koupě Louisiany                                                            | John Mercanti      |
| 2002 | 19    | Indiana          | 8. srpna 2002 (11. prosince 1816)     | 689.800.000   | Indiana quarter        | IndyCar, obrys státu, 19 hvězd popis: "Crossroads of America" – Křižovatky Ameriky | Donna Weaver       |
| 2002 | 20    | Mississippi      | 15. října 2002 (10. prosince 1817)    | 579.600.000   | Mississippi quarter    | Dvě kvetoucí magnolie (státní rostlina) popis: "The Magnolia State" – Stát magnolie | Donna Weaver       |
| 2003 | 21    | Illinois         | 2. ledna 2003 (3. prosince 1818)      | 463.200.000   | Illinois quarter       | Mladý Abraham Lincoln; panorama Chicaga; obrys státu; 21 hvězd, 11 na levém a 10 na pravém okraji popis: "Land of Lincoln;" "21st state/century" – Země Lincolna, dvacátý první stát / dvacáté první století                 | Donna Weaver       |
| 2003 | 22    | Alabama          | 17. března 2003 (14. prosinec 1819)   | 457.400.000   | Alabama quarter        | Sedící Helen Keller, větev borovice dlouhojehličnaté (státní strom), květy magnolie Stuha s nápisem: "Spirit of Courage" – Duch odvahy popis: "Helen Keller" normálním a braillovým písmem.                                  | Norman E. Nemeth   |
| 2003 | 23    | Maine            | 2. červen 2003 (15. března 1820)      | 448.800.000   | Maine quarter          | Maják Pemaquid Point; škuner Victory Chimes na moři | Donna Weaver       |
| 2003 | 24    | Missouri         | 4. srpna 2003 (10. srpna 1821)        | 453.200.000   | Missouri quarter       | Gateway Arch, Lewis, Clark a York vracející se po řece Missouri popis: "Corps of Discovery 1804–2004" – objevitelský sbor 1804–2004.                                                                                         | Alfred Maletsky    |
| 2003 | 25    | Arkansas         | 20. října 2003 (15. června 1836)      | 457.800.000   | Arkansas quarter       | Diamant (státní drahokam), výhonky rýže, divoká kachna letící nad jezerem | John Mercanti      |
| 2004 | 26    | Michigan         | 26. ledna 2004 (26. ledna 1837)       | 459.600.000   | Michigan quarter       | Obrys státu, obrys Velkých jezer popis: "Great Lakes State" – Stát Velkých jezer | Donna Weaver       |
| 2004 | 27    | Florida          | 29. března 2004 (3. března 1845)      | 481.800.000   | Florida quarter        | Španělská galleona, Sabal palmetto palma (státní strom), Space Shuttle popis: "Gateway to Discovery" – Brána k objevu | T. James Ferrell   |
| 2004 | 28    | Texas            | 1. červen 2004 (29. prosinec 1845)    | 541.800.000   | Texas quarter          | Obrys státu, hvězda, lasso popis: "The Lone Star State" – Stát osamělé hvězdy | Norman E. Nemeth   |
| 2004 | 29    | Iowa             | 30. srpna 2004 (28. prosince 1846)    | 465.200.000   | Iowa quarter           | Školní budova, učitelka a žáci sázející strom, popis: "Foundation in Education", "Grant Wood" – Nadace vzdělávání, Grant Wood                                                                                                | John Mercanti      |
| 2004 | 30    | Wisconsin        | 25. října 2004 (29. května 1848)      | 453.200.000   | Wisconsin quarter      | Hlava krávy, kolo sýra a klas kukuřice (státní rostlina). Stuha s nápisem: "Forward" – Vpřed | Alfred Maletsky    |
| 2005 | 31    | Kalifornie       | 31. ledna 2005 (9. září 1850)         | 520.400.000   | California quarter     | John Muir, Kondor kalifornský, Half Dome popis: "John Muir," "Yosemite Valley" – John Muir, Yosemitské údolí | Don Everhart       |
| 2005 | 32    | Minnesota        | 4. duben 2005 (11. květen 1858)       | 488.000.000   | Minnesota quarter      | Potáplice lední (státní pták), rybaření, mapa státu popis: "Land of 10,000 Lakes" – Země desti tisíc jezer | Charles L. Vickers |
| 2005 | 33    | Oregon           | 6. června 2005 (14. února 1859)       | 720.200.000   | Oregon quarter         | Crater Lake National Park Caption: "Crater Lake" – Kráterové jezero | Donna Weaver       |
| 2005 | 34    | Kansas           | 29. srpna 2005 (29. ledna 1861)       | 563.400.000   | Kansas quarter         | Bizon americký (státní savec), slunečnice (státní rostlina) | Norman E. Nemeth   |
| 2005 | 35    | Západní Virginie | 14. října 2005 (20. června 1863)      | 721.600.000   | West Virginia quarter  | New River Gorge Bridge popis: "New River Gorge" | John Mercanti      |
| 2006 | 36    | Nevada           | 31. ledna 2006 (31. října, 1864)      | 589.800.000   | Nevada quarter         | Mustangové, hory, vycházející slunce, Pelyněk Artemisia tridentata (státní rostlina) Stuha s nápisem: "The Silver State" – Stříbrný stát                                                                                     | Don Everhart       |
| 2006 | 37    | Nebraska         | 3. dubna 2006 (1. března 1867)        | 594.400.000   |                        | Chimney Rock, krytý vůz (Conestoga wagon) popis: "Chimney Rock" | Charles L. Vickers |
| 2006 | 38    | Colorado         | 14. června, 2006 (1. srpna 1876)      | 569.000.000   |                        | Longs Peak Stuha s nápisem: "Colorful Colorado" – Pestrobarevné Colorado | Norman E. Nemeth   |
| 2006 | 39    | Severní Dakota   | 28. srpna 2006 (2. listopadu 1889)    | 664.800.000   |                        | Bizon americký, badlands | Donna Weaver       |
| 2006 | 40    | Jižní Dakota     | 6. listopadu 2006 (2. listopadu 1889) | 510.800.000   |                        | Mount Rushmore, bažant kroužkovaný (státní pták), pšenice (státní rostlina) | John Mercanti      |
| 2007 | 41    | Montana          | 29. ledna 2007 (8. listopadu 1889)    | 513.240.000   |                        | Lebka bizona amerického s horami a řekou Missouri (řeka) Missouri na pozadí. popis: "Big Sky Country" – Země Velké oblohy | Don Everhart       |
| 2007 | 42    | Washington       | 11. dubna 2007 (11. listopadu 1889)   | 545.200.000   |                        | Losos vyskakující před horou Mount Rainier popis: "The Evergreen State" – Věčně zelený stát | Charles L. Vickers |
| 2007 | 43    | Idaho            | 5. června 2007 (3. července 1890)     | 581.000.000   |                        | Sokol stěhovavý, obrys státu s hvězdou značující polohu Boise, hlavního města státu. popis: "Esto Perpetua" – Do věčnosti | Don Everhart       |
| 2007 | 44    | Wyoming          | 4. září 2007 (10. července 1890)      | 564.400.000   |                        | Vzpínající[ se kůň s jezdcem popis: "The Equality State" – Stát rovnosti | Norman E. Nemeth   |
| 2007 | 45    | Utah             | 5. listopadu 2007 (4. ledna 1896)     | 508.200.000   | Utah quarter           | Zlatý hřeb, locomotivy Jupiter a Union Pacific No. 119 při dokončení První transkontinentální železnice popis: "Crossroads of the West" – Křižovatky západu                                                                  | Joseph F. Menna    |
| 2008 | 46    | Oklahoma         | 28. ledna 2008 (16. listopadu 1907)   | 416.600.000   | Oklahoma quarter       | Tyrannus forficatus (státní pták), kokarda sličná (státní květina) na pozadí. | Phebe Hemphill     |
| 2008 | 47    | Nové Mexiko      | 7. dubna 2008 (6. ledna 1912)         | 488.600.000   | New Mexico quarter     | Obrys státu, slunečný symbol lidu Zia Caption: "Land of Enchantment" | Don Everhart       |
| 2008 | 48    | Arizona          | 2. června 2008 (14. února 1912)       | 509.600.000   | Arizona quarter        | Grand Canyon, kaktus saguaro. Stuha s nápisem: "Grand Canyon State" | Joseph F. Menna    |
| 2008 | 49    | Aljaška          | 2. srpna 2008 (3. ledna1959)          | 505.80.000    | Alaska quarter         | Medvěd grizzly s lososem (státní ryba) a Polárka popis: "The Great Land" – Velká země | Charles L. Vickers |
| 2008 | 50    | Havaj            | 3. listopadu 2008 (21. srpna 1959)    | 517.600.000   | Hawaii quarter         | Socha krále Kamehameha I. s obrysem státu a motto Ua Mau ke Ea o ka ʻĀina i ka Pono | Don Everhart       |